# Libro absurdo
Libro absurdo es el noveno álbum de la banda Boom Boom Kid y el decimosexto del músico Carlos Rodríguez publicado en 2012.
El álbum es una recopilación que consta de un libro y un CD de 39 canciones, de las cuales 25 son originales. La mayoría de estas canciones fueron grabadas entre 2002, 2003 y 2004, solo una canción fue grabada en el año en que el disco fue lanzado, junto a la re-masterización del disco.
La canción «Si Todo Se Cae», tiene video en el cual todo trascurre mientras se incendia un disco de vinilo, fue calificada con cuatro estrellas por la revista Rolling Stone.

## Lista de canciones
- 01 - Bi Bop del Delincuente 0:43
- 02 - Ah ¿Era Así? 1:40
- 03 - Ex Corde Vita 1:38
- 04 - Agonía 2:29
- 05 - No Me Dejes Nunca 2:54
- 06 - Si Todo Se Cae 2:01
- 07 - No Siempre Simple, Pero Suave y Feliz 3:36
- 08 - Maldición! ¿Dónde Está Todo El Mundo? 2:21
- 09 - Sobre Un Vidrio Mojado 1:30
- 10 - Ahí Va La Bocha 1:22
- 11 - En Montevideo Los Niños Que Se Visten de Negro Aun 3:59
- 12 - Yo Me Afeité de Vos 2:09
- 13 - Ollie Over Tha Hate 1:11
- 14 - Música Medicina Es 1 1:04
- 15 - Freight Train 1:30
- 16 - Fault 1:54
- 17 - Sobrevolando Al Aconcagua 1:32
- 18 - O It No! 1:18
- 19 - 24 Hs! 1:02
- 20 - A Rienda Suelta 3:28
- 21 - Paseo En Notas Graves Porque El Enemigo Acecha 3:27
- 22 - Scooter Brigade 0:38
- 23 - Crónica de Mi Día Descontrado 1:26
- 24 - ¿Qué Es Eso de La Niñez? 1:54
- 25 - Melodía Absurda 0:04
- 26 - Acerca de Eliseo Reclus y Aun Más 1:20
- 27 - Navegando Con Pessoa 1:37
- 28 - ¿Qué Pasa Con Vos? 3:07 	( cover Ace Frehley)1979
- 29 - Desafino y Te Añoro 1:27
- 30 - Quiero Que Venga Un Tornado 2:27
- 31 - A Rienda Suelta 3:29
- 32 - Diálogo Inconcluso 1:56
- 33 - Manifiesto Deda de Lanada 0:45
- 34 - Timbos 1:21
- 35 - Desorden Mental 1:08
- 36 - Certidumbre Sobre El Holocausto Nuclear 1:46
- 37 - X 3 Lamentablemente 0:53
- 38 - Burocracia 0:52
- 39 - Ritmo Enfermedad 0:41